# Sauber C19
Sauber C19 byl osmým vozem formule 1 týmu Sauber, který se účastnil mistrovství světa v roce 2000.

## Popis
Konstruktéři Leo Ress a Sergio Rinland si kladli za cíl zvýšit celkovou efektivitu, v předchozí sezóně nebyl problém v efektivitě jednotlivých dílů, ale v jejich celkovém poskládání a především ve spolehlivosti. Bylo nutno zvýšit aerodynamickou efektivitu vozu, zredukovat váhu a zvýšit spolehlivost. Splnění těchto bodů se víceméně podařilo, ale stejně jako v minulé sezóně byl největší problém v hliníkové převodovce, kterou se ne zcela podařilo sladit s motorem Ferrari, problém spočíval v tom, že Ferrari používá pro převodovku slitinu uhlíku s titanem. Tato převodovka byla pro Sauber příliš drahá a tak musel vyvinout vlastní.
Sauber tedy přepracoval vzhled vozu a hodně odlehčil převodovku, ačkoli se vůz zdál konkurenceschopný, nebyl nastaven tak, aby to stačilo na lepší než osmé místo v poháru konstruktérů, které neznamenalo zlepšení oproti loňské sezóně, ačkoli bodový zisk a celkový dojem byly výrazně lepší.
Sauber C19 měl debut ve Formuli 1 při Grand Prix Austrálie 2000, která nedopadla z jeho pohledu dobře, nejhorším závodem sezóny pro ně však byl druhý závod - Grand Prix Brazílie 2000, kde byly nuceni stáhnout oba vozy pro poruchu na zadním blatníku.
Sauber přepracoval vzhled vozu a také značně odlehčil hliníkovou převodovku, která byla nejslabším článkem loňského roku.

## Sauber
- Rok výroby: 2000
- Země původu: Švýcarsko
- Konstruktér: Leo Ress a Sergio Rinland
- Debut v F1: Grand Prix Austrálie 2000

## Technická data
- Délka: 4 410 mm
- Šířka: 1 800 mm
- Výška: 1000 mm
- Váha: 600 kg (včetně pilota, vody a oleje)
- Rozchod kol vpředu: 1 470 mm
- Rozchod kol vzadu: 1 410 mm
- Rozvor: 3 020 mm
- Převodovka: Sauber L 7stupňová poloautomatická
- Tlumiče:
- Brzdy: Brembo
- Motor: Petronas SPE04A (Ferrari 048)
  - V10 80°
  - Objem: 2 997 cc
  - Vstřikování Magneti Marelli
  - Palivový systém: Magneti Marelli
  - Palivo: Petronas
  - Výkon: 820/18 000 otáček
- Pneumatiky: Bridgestone

## Piloti
- Mika Salo 11. místo (6 bodů)
- Pedro Diniz 18. místo (0 bodů)

## Statistika
- 17 Grand Prix
- 0 vítězství, nejlepší umístění 5. místo (GP Monako a GP Německa)
- 0 pole positions
- 6 bodů
- 0 x podium

## Výsledky v sezoně 2000
| Legenda k tabulce | Legenda k tabulce                                                                       |
| Barva             | Výsledek                                                                                |
| ----------------- | --------------------------------------------------------------------------------------- |
| Zlatá             | Vítěz                                                                                   |
| Stříbrná          | 2. místo                                                                                |
| Bronzová          | 3. místo                                                                                |
| Zelená            | Bodované umístění                                                                       |
| Modrá             | Nebodované umístění                                                                     |
| Modrá             | Dokončil neklasifikován (NC)                                                            |
| Fialová           | Odstoupil (Ret)                                                                         |
| Červená           | Nekvalifikoval se (DNQ)                                                                 |
| Červená           | Nepředkvalifikoval se (DNPQ)                                                            |
| Černá             | Diskvalifikován (DSQ)                                                                   |
| Bílá              | Nestartoval (DNS)                                                                       |
| Bílá              | Závod zrušen (C)                                                                        |
| Světle modrá      | Pouze trénoval (PO)                                                                     |
| Světle modrá      | Páteční testovací jezdec (TD)                                                           |
| Bez barvy         | Netrénoval (DNP)                                                                        |
| Bez barvy         | Vyřazen (EX)                                                                            |
| Bez barvy         | Nepřijel (DNA)                                                                          |
| Bez barvy         | Odvolal účast (WD)                                                                      |
| Bez barvy         | Nezúčastnil se (prázdné)                                                                |
| Označení          | Význam                                                                                  |
| Tučnost           | Pole position                                                                           |
| Kurzíva           | Nejrychlejší kolo                                                                       |
| †                 | Jezdec nedojel do cíle, ale byl klasifikován, protože odjel více než 90 % délky závodu. |
| ‡                 | Byl udělován poloviční počet bodů, protože bylo odjeto méně než 75 % délky závodu.      |
| Horní index       | Umístění bodujících jezdců ve sprintu                                                   |

| Rok  | Tým    | Motor                | Pneu | Jezdci      | 1   | 2   | 3   | 4   | 5   | 6   | 7   | 8   | 9   | 10  | 11  | 12  | 13  | 14  | 15  | 16  | 17  | Pořadí | Bodů |
| ---- | ------ | -------------------- | ---- | ----------- | --- | --- | --- | --- | --- | --- | --- | --- | --- | --- | --- | --- | --- | --- | --- | --- | --- | ------ | ---- |
| 2000 | Sauber | Petronas SPE 04A V10 | B    |             | AUS | BRA | SMR | GBR | ESP | EUR | MON | CAN | FRA | AUT | GER | HUN | BEL | ITA | USA | JPN | MAL | 6      | 8    |
| 2000 | Sauber | Petronas SPE 04A V10 | B    | Pedro Diniz | Ret | WD  | 8   | 11  | Ret | 7   | Ret | 10  | 11  | 9   | Ret | Ret | 11  | 8   | 8   | 11  | Ret | 6      | 8    |
| 2000 | Sauber | Petronas SPE 04A V10 | B    | Mika Salo   | DSQ | WD  | 6   | 8   | 7   | Ret | 5   | Ret | 10  | 6   | 5   | 10  | 9   | 7   | Ret | 10  | 8   | 6      | 8    |